# Podonomus caranqui
Podonomus caranqui är en tvåvingeart som beskrevs av Roback 1970. Podonomus caranqui ingår i släktet Podonomus och familjen fjädermyggor.
Artens utbredningsområde är Ecuador. Inga underarter finns listade i Catalogue of Life.